# 下村修 (工学)
下村 修（しもむら おさむ）は、日本の化学者。大阪工業大学工学部応用化学科教授。工学博士（東京工業大学）。日本化学会近畿支部2019/2020幹事。高分子学会関西支部地区幹事。
主な専門は、高分子合成化学・コンビナトリアルケミストリー、資源化学（特に石油化学/ペトロテック）・触媒化学。

## 経歴
1991年大阪工業大学工学部応用化学科卒業。1993年同大学大学院工学研究科応用化学専攻博士前期課程修了。同年、ゼネラル石油中央研究所に入社。1995年東京工業大学資源化学研究所研究員を経て、1999年工学博士（東京工業大学）。バイオテクノロジー開発技術研究組合（NEDO研究委託機関）微粒子研究部博士研究員、2001年スクリプス研究所リサーチアソシエイトなどを経て、2002年大阪工業大学工学部応用化学科に着任し、2022年同学科教授。
主な所属学会は、日本化学会、高分子学会、アメリカ化学会、日本無機リン化学会など。

## 主な研究
- コンビナトリアルケミストリーの手法を用いる化学ライブラリー合成のための固相および液相合成用高分子担体の合成化学
- 薬剤レセプター精製用微粒子担体における高分子合成化学と性質
- アミン類をインターカレーションしたリン酸ジルコニウムを熱潜在性触媒として用いるエポキシ樹脂の硬化挙動
- 無機層状化合物を利用する潜在性触媒の開発

応用化学の啓蒙活動として、科学技術振興機構（JST）国際青少年サイエンス交流事業「さくらサイエンスプログラム」2021に協力し、インドネシアのウィドヤ・マンダラ・カトリック大学の学生チームへの研究講演を行うなど、国際交流の推進に貢献している。